# La filosofia critica di Kant. Dottrina delle facoltà
La filosofia critica di Kant. Dottrina delle facoltà (titolo originale in francese La philosophie critique de Kant. Doctrine des facultés) è un saggio di Gilles Deleuze del 1963. Il libro si rivolge al pensiero di Immanuel Kant.

## Tema
A prima vista una semplice introduzione alla lettura di Kant, il saggio è piuttosto un'interpretazione delle tre celebri critiche dal punto di vista di quel che Deleuze chiama il "sistema kantiano", sorta di combinatoria che collega le facoltà dell'anima in permutazione tra di loro. Il testo appare come un ampliamento del precedente saggio breve: La passione dell'immaginazione L'idea di Genesi nell'estetica di Kant. 
In entrambi, infatti, Deleuze si concentra sui rapporti che intercorrono tra le facoltà, focalizzandosi sul ruolo dell'Immaginazione in relazione con l'Intelletto e la Ragione. In particolare l'immaginazione, viene vista come una facoltà "libera" e, in virtù di questa sua libertà, è considerata la facoltà che permette il raccordo e l'accordo gerarchico delle altre due nei rispettivi domini (la ragione domina nella Ragion Pratica e l'Intelletto nella Ragion Pura). La critica del Giudizio, nella quale è l'immaginazione la facoltà principale, diventa, così, non una semplice opera di raccordo tra Critica della ragion pura e Critica della ragion pratica, bensì l'opera cardine senza la quale sarebbe impossibile spiegare il funzionamento di queste ultime. Per Deleuze, inoltre, con la Critica del Giudizio, dato che l'immaginazione è una facoltà particolarmente legata alla sfera sensibile e visto i continui rimandi al sublime che l'opera contiene, l'illuminismo di Kant evolve in maniera netta in un'anticipazione del futuro romanticismo tedesco..